# 야마다촌 (효고현 간자키군)
야마다촌(일본어: 山田村)은 일본 효고현 간자키군에 있던 촌이다. 현재의 히메지시에 해당한다.